# Berlingot nantais
Pour les articles homonymes, voir Berlingot et Nantais.

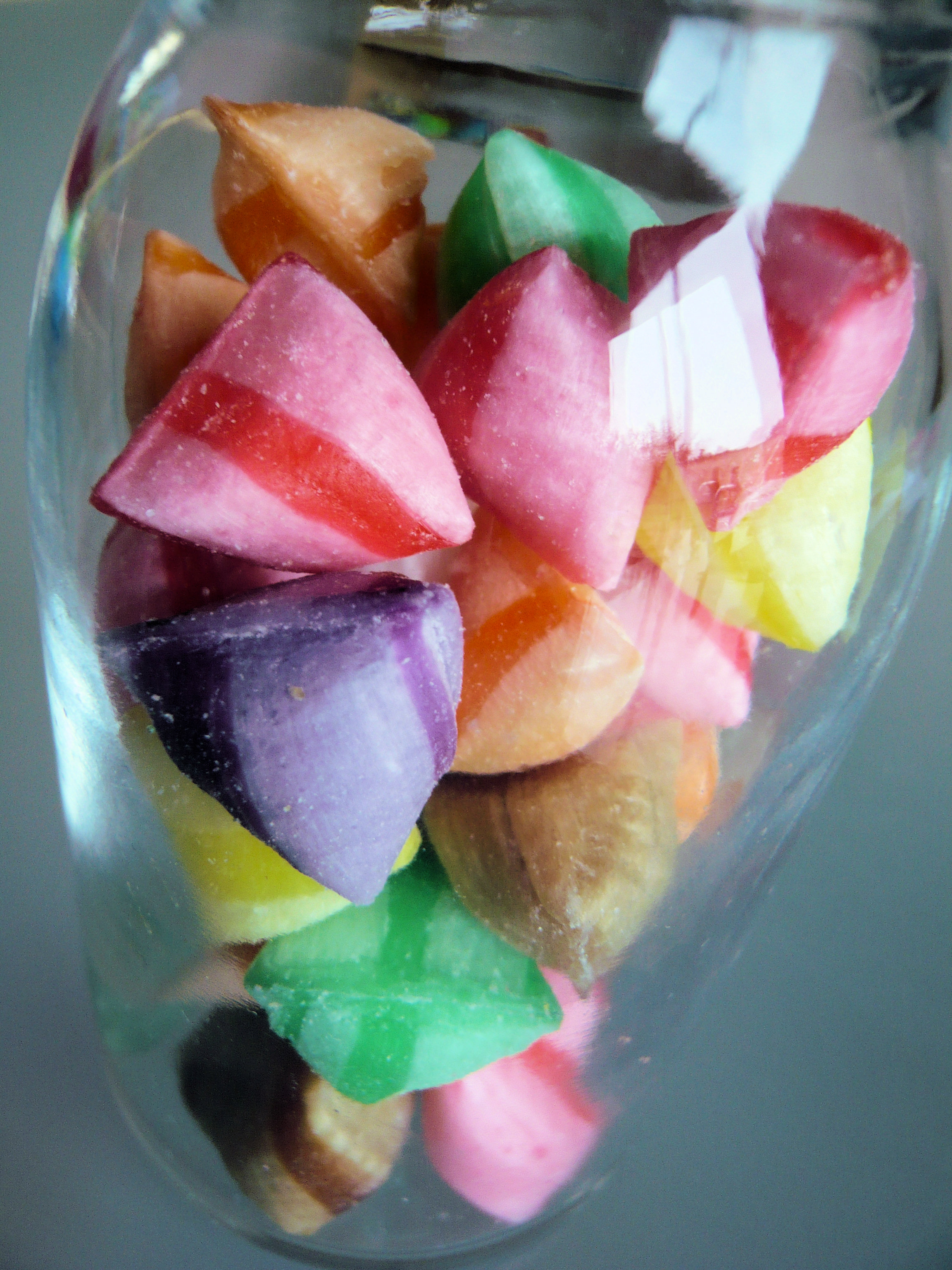
Des berlingots.

Le berlingot nantais est une friandise élaborée à Nantes depuis le XIXe siècle.
C'est un sucre cuit parfumé et façonné en forme de tétraèdre (d'où le nom de berlingot).

## Historique
Le berlingot nantais serait un dérivé d'une recette italienne, le berlingozzo. À la fin du XVIIIe ou du début du XIXe siècle, une cantinière des armées du Consulat puis de l'Empire, Mme Couët, note cette recette, obtenue paraît-il en retour de l'aumône faite à une pauvre femme. Après avoir été récompensée par une médaille pour sa contribution au moral des troupes, Mme Couët revient à Nantes. Sa fille, épouse d'un concierge nommé Dupont, utilise la recette pour vendre des confiseries sous le porche de son immeuble situé à l'angle de la place Royale et de la rue Du Couëdic. Ce petit commerce connaît une certaine renommée.
La fille du couple Dupont devient Mme Renaudineau après son mariage. Les Renaudineau reprennent le flambeau de la fabrication des berlingots, et ouvrent une boutique rue de la Fosse. Ils créent une marque : « À la renommée ». La fille du couple Renaudineau épouse un certain M. Benardin, avec qui elle transfère la boutique place Royale (à l'angle de la rue Saint-Julien). La fabrication des berlingots, qui jusqu'alors était réalisée dans la boutique, est déplacée 9 rue de Bel-Air en 1924.
Les concurrents ne manquent pas. La recette est reprise, notamment, à partir de 1861, par Pierre Bonté, installé rue Jean-Jaurès. En 1902, Charles Bohu, un confiseur marchand de berlingots s'inspire de ceux-ci pour lancer les rigolettes. En 1907, le fils de Pierre Bonté, qui porte les mêmes nom et prénom, ouvre une usine de confiserie quai Malakoff, permettant une production plus massive. Cette installation n'est pas unique, ayant été précédée par la confiserie Pinson. Dans les années 1920, il existe, dans le quartier du Vieux-Malakoff (au sud de la gare), sept confiseries portant les noms de Bonté, Pinson, Martel, Lemaître, etc.
L'industrie de la confiserie à Nantes est affaiblie par le rationnement puis les destructions de la Seconde Guerre mondiale. La marque « À la renommée » disparaît à la fin des années 1940. La famille Pinson conserve la direction de la confiserie qui porte son nom jusqu'en 1985. Au début du XXIe siècle, Bonté, dernier confiseur nantais en activité sur la commune, déplace sa fabrication dans la ville voisine de Saint-Herblain, à l'occasion d'une fusion avec Pinson, ce qui met un terme à la production des berlingots à Nantes même. Depuis 2011, l'unité de fabrication de la confiserie Bonté-Pinson est désormais située à Boufféré en Vendée, où elle possède un magasin en plus de ceux de Saint-Herblain et de La Roche-sur-Yon.

## Fabrication
Le sucre doit être cuit à bonne température, sans qu'il caramélise. Il faut ensuite le refroidir et y ajouter un arôme. Alors que le sucre est encore suffisamment chaud pour être malléable, il est étiré et présenté sous forme de boudin. La forme du berlingot est obtenue en jouant sur l'inclinaison à 90° du couteau lors des deux coupes successives pour former le bonbon, la seconde coupe se réalisant après avoir appliqué une rotation d'un quart de tour au boudin de sucre.